# Омекс
Оме́кс (фр. Omex, окс. Aumets) — коммуна во Франции, находится в регионе Юг — Пиренеи. Департамент — Верхние Пиренеи. Входит в состав кантона Лурд-Уэст. Округ коммуны — Аржелес-Газост.
Код INSEE коммуны — 65334.

## География
Коммуна расположена приблизительно в 670 км к югу от Парижа, в 140 км юго-западнее Тулузы, в 22 км к юго-западу от Тарба.

## Климат
Климат умеренно-океанический с солнечной тёплой погодой и обильными осадками на протяжении практически всего года.

## Население
Население коммуны на 2010 год составляло 249 человек.
| 1962 | 1968 | 1975 | 1982 | 1990 | 1999 | 2010 |
| ---- | ---- | ---- | ---- | ---- | ---- | ---- |
| 192  | 164  | 165  | 169  | 179  | 205  | 249  |

## Администрация
| Период | Период | Фамилия       | Партия | Примечания |
| ------ | ------ | ------------- | ------ | ---------- |
| 2001   | 2014   | Анри Плагне   |        |            |
| 2014   | 2020   | Эвелин Лаборд |        |            |

## Экономика
В 2010 году среди 160 человек трудоспособного возраста (15-64 лет) 121 были экономически активными, 39 — неактивными (показатель активности — 75,6 %, в 1999 году было 81,5 %). Из 121 активных жителей работали 115 человек (59 мужчин и 56 женщин), безработных было 6 (1 мужчина и 5 женщин). Среди 39 неактивных 10 человек были учениками или студентами, 17 — пенсионерами, 12 были неактивными по другим причинам.

## Достопримечательности
- Церковь Св. Сатурнина
- Замок Омекс (XIII век)